# Franca Pieroni Bortolotti
Franca Pieroni Bortolotti (Firenze, 4 ottobre 1925 – Firenze, 24 novembre 1985) è stata una storica italiana.

## Biografia
Nata in una famiglia antifascista, ha presto contatti con esponenti del Partito comunista d'Italia (Pcd'I) clandestino, entra nel Fronte della gioventù (FDG) e partecipa alla Liberazione di Firenze. Nel dopoguerra continua il suo impegno politico nel Partito comunista italiano (Pci).
Si laurea in storia moderna nel 1950 con una tesi su Guizot, avendo come relatore Gaetano Salvemini. Dal 1950 al 1956 collabora a «Noi donne», anche con lo pseudonimo Silvia Bisenzio. Importante per la sua formazione di storica fu Delio Cantimori, che la sollecitò a lasciare l'insegnamento e a dedicarsi a tempo pieno al lavoro storico.

## Interessi di ricerca
Inizia la sua pratica di ricerca con uno studio sulle sigaraie fiorentine tra fine Ottocento e fascismo, pubblicato nel 1960. Per la sua tesi di perfezionamento lavora su Anna Maria Mozzoni, figura di primo piano nella lotta per l'emancipazione della donna nell'Italia post-risorgimentale, a cui dedicherà i suoi principali saggi. Temi centrali della sua ricerca sono stati il movimento politico delle donne tra la fine dell'Ottocento e l'avvento del fascismo e il difficile rapporto tra emancipazionismo e socialismo. Lavorò anche sulla figura di Misiano e, in collaborazione con Nicola Badaloni, allo studio delle origini del Pci a Livorno.
Il suo ultimo libro, "La donna, la pace, l'Europa. L'associazione internazionale delle donne dalle origini alla prima guerra mondiale" fu pubblicato quando era già gravemente malata.

## Insegnamento
A partire dal 1973, insegnò all'Università di Siena, storia dei partiti e movimenti politici e, dal 1980, storia del Risorgimento.

## Riconoscimenti
Nel 1990 Annarita Buttafuoco, presidente della Società italiana delle storiche, e Catia Franci, assessore alla pubblica Istruzione del comune di Firenze, istituiscono il Premio Franca Pieroni Bortolotti, un riconoscimento pubblico al suo valore di studiosa.
Il premio, dal 2012 al 2017 è stato sostenuto anche dalla Regione Toscana, ogni anno è destinato a due tesi di laurea magistrale o di dottorato, in lingua italiana, inglese o francese, che trattano di storia delle donne e storia di genere, dall'Antichità all'Età Contemporanea.
Presso la Biblioteca delle Oblate è stata creata una sezione ove sono raccolti tutti i lavori presentati dal 1991 al 2003. Dal 2013 la Regione Toscana ha aperto la collana del Premio Franca Pieroni Bortolotti, che accoglie i lavori selezionati dalla giuria del Premio.

## Scritti
- Franca Pieroni Bortolotti, Il Partito Comunista d'Italia a Livorno: 1921-1923, Milano, Tip. Novecento Grafico, 1967.
- Franca Pieroni Bortolotti, Femminismo e socialismo dal 1900 al primo dopoguerra, Messina-Firenze, G. D'Anna, 1969.
- Franca Pieroni Bortolotti, Nota sul primo antifascismo livornese, Firenze, Olschki, 1971.
- Franca Pieroni Bortolotti, Francesco Misiano: Vita di un internazionalista, Editori Riuniti, 1972.
- Franca Pieroni Bortolotti, Socialismo e questione femminile in Italia : 1892-1922, Milano, Mazzotta, 1974.
- Franca Pieroni Bortolotti, Alle origini del movimento femminile in Italia,  1848-1892, Torino, Einaudi, 1975.
- Franca Pieroni Bortolotti, La donna, la pace, l'Europa : l'Associazione internazionale delle donne dalle origini alla prima guerra mondiale, Milano, Franco Angeli, 1985.
- Franca Pieroni Bortolotti, Sul movimento politico delle donne. Scritti inediti, a cura di Annamaria Buttafuoco, Roma, Cooperativa Utopia, 1987.
- Franca  Pieroni Bortolotti, Ma tu voce festiva della speranza. Scritti inediti, a cura di Lucia Motti e Laura Savelli, Pisa, Pacini editore, 1998, ISBN 88-7781-217-6.